# Богалинац
Богалинац је насеље у Србији у општини Рековац у Поморавском округу. Према попису из 2022. било је 78 становника.

## Историја
До Другог српског устанка Богалинац (тада Богалица или Богалинци)се налазио у саставу Османског царства. Након Другог српског устанка Белушић улази у састав Кнежевине Србије и административно је припадао Јагодинској нахији и Левачкој кнежини све до 1834. године када је Србија подељена на сердарства.

## Демографија
У насељу Богалинац живи 147 пунолетних становника, а просечна старост становништва износи 55,0 година (53,5 код мушкараца и 56,5 код жена). У насељу има 70 домаћинстава, а просечан број чланова по домаћинству је 2,33.
Ово насеље је великим делом насељено Србима (према попису из 2002. године), а у последња три пописа, примећен је пад у броју становника.
|  |

| Демографија | Демографија | Демографија |
| Година      | Становника  | Становника  |
| ----------- | ----------- | ----------- |
| 1948.       | 679         |             |
| 1953.       | 629         |             |
| 1961.       | 520         |             |
| 1971.       | 426         |             |
| 1981.       | 331         |             |
| 1991.       | 255         | 214         |
| 2002.       | 163         | 192         |

| Етнички састав према попису из 2002.‍ | Етнички састав према попису из 2002.‍ | Етнички састав према попису из 2002.‍ | Етнички састав према попису из 2002.‍ | Етнички састав према попису из 2002.‍ |
| ------------------------------------ | ------------------------------------ | ------------------------------------ | ------------------------------------ | ------------------------------------ |
|                                      |                                      |                                      |                                      |                                      |
| Срби                                 | Срби                                 |                                      | 161                                  | 98,77%                               |
| Црногорци                            | Црногорци                            |                                      | 1                                    | 0,61%                                |
| непознато                            | непознато                            |                                      | 1                                    | 0,61%                                |

| Богалинац у пописима Јагодинске нахије — од 1818. до 1829.                        |       |       |       |       |       |       |          |       |       |       |       |       |
| Година пописа                                                                     | 1818. | 1819. | 1820. | 1821. | 1822. | 1823. | 1824/25. | 1825. | 1826. | 1827. | 1828. | 1829. |
| Куће                                                                              | 24    | 26    | 25    | 26    | 26    | 26    | 30       | 30    | 30    | 31    | 31    | 31    |
| Пореске главе*                                                                    | -     | 37    | 32    | 33    | 35    | 36    | 36       | 35    | 33    | 33    | 31    | 35    |
| Арачке главе**                                                                    | 60    | 76    | 77    | 77    | 80    | 83    | 84       | 88    | 90    | 92    | 92    | 93    |
| *Пореске главе = Ожењени мушкарци \| ** Арачке главе = Мушкарци од 7 до 70 година |       |       |       |       |       |       |          |       |       |       |       |       |

| Година пописа     | 1948. | 1953. | 1961. | 1971. | 1981. | 1991. | 2002. |
| ----------------- | ----- | ----- | ----- | ----- | ----- | ----- | ----- |
| Број домаћинстава | 122   | 122   | 116   | 113   | 104   | 83    | 70    |

| Број чланова      | 1  | 2  | 3 | 4 | 5 | 6 | 7 | 8 | 9 | 10 и више | Просек |
| ----------------- | -- | -- | - | - | - | - | - | - | - | --------- | ------ |
| Број домаћинстава | 22 | 28 | 8 | 4 | 5 | 1 | 2 | 0 | 0 | 0         | 2,33   |

| Пол    | Укупно | Неожењен/Неудата | Ожењен/Удата | Удовац/Удовица | Разведен/Разведена | Непознато |
| ------ | ------ | ---------------- | ------------ | -------------- | ------------------ | --------- |
| Мушки  | 76     | 17               | 52           | 4              | 3                  | 0         |
| Женски | 74     | 6                | 45           | 21             | 1                  | 1         |
| УКУПНО | 150    | 23               | 97           | 25             | 4                  | 1         |

| Пол    | Укупно                    | Пољопривреда, лов и шумарство | Рибарство                            | Вађење руде и камена | Прерађивачка индустрија       |
| ------ | ------------------------- | ----------------------------- | ------------------------------------ | -------------------- | ----------------------------- |
| Мушки  | 60                        | 53                            | 0                                    | 0                    | 3                             |
| Женски | 49                        | 48                            | 0                                    | 0                    | 0                             |
| УКУПНО | 109                       | 101                           | 0                                    | 0                    | 3                             |
| Пол    | Производња и снабдевање   | Грађевинарство                | Трговина                             | Хотели и ресторани   | Саобраћај, складиштење и везе |
| Мушки  | 0                         | 1                             | 1                                    | 0                    | 0                             |
| Женски | 0                         | 0                             | 0                                    | 0                    | 0                             |
| УКУПНО | 0                         | 1                             | 1                                    | 0                    | 0                             |
| Пол    | Финансијско посредовање   | Некретнине                    | Државна управа и одбрана             | Образовање           | Здравствени и социјални рад   |
| Мушки  | 0                         | 0                             | 0                                    | 2                    | 0                             |
| Женски | 0                         | 0                             | 0                                    | 1                    | 0                             |
| УКУПНО | 0                         | 0                             | 0                                    | 3                    | 0                             |
| Пол    | Остале услужне активности | Приватна домаћинства          | Екстериторијалне организације и тела | Непознато            | Непознато                     |
| Мушки  | 0                         | 0                             | 0                                    | 0                    | 0                             |
| Женски | 0                         | 0                             | 0                                    | 0                    | 0                             |
| УКУПНО | 0                         | 0                             | 0                                    | 0                    | 0                             |